# Sebastian Bogner
Pour les articles homonymes, voir Bogner.
Sebastian Bogner est un joueur d'échecs allemand puis suisse né le 17 janvier 1991 à Pforzheim.

## Biographie
En 2008-2009, il finit 1er-2e de la Rilton Cup à Stockholm (deuxième au départage derrière Radoslaw Wojtaszek)
Grand maître international depuis 2009, Bogner a représenté l'Allemagne lors de deux olympiades (en 2008 et 2010). Depuis 2013, il est affilié à la fédération suisse qu'il a représentée lors du championnat d'Europe d'échecs des nations de 2015 et lors des olympiades d'échecs depuis 2016..
En 2016, il partage la première place au championnat d'échecs de Suisse. Il remporte le championnat en 2018 et 2024.
Au 1er mars 2025, il est le numéro deux suisse avec un classement Elo de 2 542.